# Clyomys
Clyomys és un gènere de rosegador de la família de les rates espinoses. Les dues espècies vivents d'aquest grup viuen a Sud-amèrica. Se n'han trobat fòssils que daten del Miocè, el Pliocè i el Plistocè i podrien ser espècies diferents o representants de les espècies actuals.
Aquestes rates espinoses tenen una llargada corporal de 105-230 mm i una cua de 55-87 mm. Pesen uns 200 g. El pelatge dorsal és de color marró grisenc a marró negrenc, mentre que el ventral és de color rosa pàl·lid a blanc. Es caracteritzen per tenir urpes excavadores ben desenvolupades a les mans, a diferència de les urpes més petites d'altres rates espinoses. Al crani, la bul·la també és remarcablement gran.